# Codi ATC V08
El  codi ATC V08, descrit com Mitjans de contrast, és una subgrup terapèutic de l'Anatomical, Therapeutic, Chemical Classification System (ATC). La classificació ATC és un sistema de codis alfanumèric desenvolupat per l'Organització Mundial de la Salut (OMS) per als fàrmacs i altres productes sanitaris. El subgrup V08 és part del grup anatòmic V Altres.

Els codis per a ús veterinari (codis ATCvet) poden han estat creats afegint la lletra Q davant dels codis ATC humans: QV08... 
Les adaptacions estatals de la classificació ATC poden incloure codis addicionals no presents en aquesta llista, que segueix la versió de l'OMS.

## V08A Mitjans de contrast per araigs X, iodats
V08A A Mitjans de contrast per a raigs X d'alta osmolaritat, hidrosolubles i nefrotròpics
V08A B Mitjans de contrast per a raigs X de baixa osmolaritat, hidrosolubles i nefrotròpics
V08A C Mitjans de contrast per a raigs X hidrosolubles i hepatotròpics
V08A D Mitjans de contrast per a raigs X no hidrosolubles

## V08B Mitjans de contrast per a raigs X, no iodats
V08B A Mitjans de contrast per a raigs X que contenen sulfat de bari

## V08C Mitjans de contrast per a imatges deressonància magnètica
V08C A Mitjans de contrast paramagnètics
V08C B Mitjans de contrast superparamagnètics
V08C X Altres mitjans de contrast per a imatges de ressonància magnètica

## V08D Mitjans de contrast per aultrasò
V08D A Mitjans de contrast per a ultrasò